# مشية العقاب
مشية العقاب (بالإنجليزية: Walk of Punishment)‏ هي الحلقة الثالثة من الموسم الثالث من المسلسل الفانتازي صراع العروش، والمُقتبس من سلسلة روايات أغنية الجليد والنار للمؤلف جورج ر. ر. مارتن، وهي الحلقة رقم 23 من المسلسل ككل. عُرضت الحلقة لأول مرة في 14 أبريل 2013، على شبكة إتش بي أو المُنتجة للمسلسل، وكانت من كتابة دي. بي. وايس، ومن إخراج ديفيد بينيوف.

## ملخص الحلقة
يَحضُر (روب) و (كاتلين) جنازَة والِدها في «ريفر رن». أمّا في «كينغز لاندينغ» أثناءَ اجتماعِ مَجلِس المَلك، يُعلن (تايوين) أن اللورد (بايليش) سيتزوج الليدي (ليسا أرين) شقيقَة (كاتلين) في حركة إستراتيجية وتنصيب (تيريون) خَلَفاً لـِ (باليش). (آريا) وأصدِقائَها ما زالوا عِند الـ«أخوية بلا راية» كم يُقرّر (هوت باي) المكوث في الخان كطاهي. يَصِل الناجون من الحرسِ الليلي إلى منزل (كراستر) حيثُ يَشهدُ (سام) عمليّة ولادة أحد بناتِه ويبيتونَ الليلة هُناك. (ميليساندري) تُغادِر «دراغونستون» لمكانٍ غير مَعروف بحثَاً عن دِماءٍ ملكيّة. (دينريس) تَقبَل شِراء الجنود العَبيد مُقابِل أحد تنانينها. أمّا (جايمي) تُقطَعُ يَدُه من قِبَل الأشخاص الذين أسروهُم بعدَ أن كانَ يُحاوُل مَنعهم من اغتِصاب (برين).

## الإنتاج
سيناريو الحلقة كان من كتابة دي. بي. وايس، وأُختير ديفيد بينيوف لإخراجها. كان ماثيو جينسن ‏ مديرًا لتصوير الحلقة، وكيتي وايلاند محررةً لها، أما موسيقى الحلقة التصويرية فكانت من تلحين رامين جوادي.

## نسب المشاهدة
| الموسم | الموسم | رقم الحلقة | رقم الحلقة | رقم الحلقة | رقم الحلقة | رقم الحلقة | رقم الحلقة | رقم الحلقة | رقم الحلقة | رقم الحلقة | رقم الحلقة | المتوسط |
| الموسم | الموسم | 1          | 2          | 3          | 4          | 5          | 6          | 7          | 8          | 9          | 10         | المتوسط |
| ------ | ------ | ---------- | ---------- | ---------- | ---------- | ---------- | ---------- | ---------- | ---------- | ---------- | ---------- | ------- |
|        | 1      | 2.22       | 2.20       | 2.44       | 2.45       | 2.58       | 2.44       | 2.40       | 2.72       | 2.66       | 3.04       | 2.52    |
|        | 2      | 3.86       | 3.76       | 3.77       | 3.65       | 3.90       | 3.88       | 3.69       | 3.86       | 3.38       | 4.20       | 3.80    |
|        | 3      | 4.37       | 4.27       | 4.72       | 4.87       | 5.35       | 5.50       | 4.84       | 5.13       | 5.22       | 5.39       | 4.97    |
|        | 4      | 6.64       | 6.31       | 6.59       | 6.95       | 7.16       | 6.40       | 7.20       | 7.17       | 6.95       | 7.09       | 6.84    |
|        | 5      | 8.00       | 6.81       | 6.71       | 6.82       | 6.56       | 6.24       | 5.40       | 7.01       | 7.14       | 8.11       | 6.88    |
|        | 6      | 7.94       | 7.29       | 7.28       | 7.82       | 7.89       | 6.71       | 7.80       | 7.60       | 7.66       | 8.89       | 7.69    |
|        | 7      | 10.11      | 9.27       | 9.25       | 10.17      | 10.72      | 10.24      | 12.07      | غ/م        | غ/م        | غ/م        | 10.26   |
|        | 8      | 11.76      | 10.29      | 12.02      | 11.80      | 12.48      | 13.61      | غ/م        | غ/م        | غ/م        | غ/م        | 11.99   |

## وصلات خارجية
- مشية العقاب على موقع IMDb (الإنجليزية)
- مشية العقاب على موقع ميتاكريتيك (الإنجليزية)
- مشية العقاب على موقع روتن توميتوز (الإنجليزية)
- مشية العقاب على موقع أول موفي (الإنجليزية)